# Emerson Palmieri
Emerson Palmieri dos Santos (n. 3 august 1994, Santos, São Paulo, Brazilia) este un fotbalist brazilian și italian, care joacă pe post de fundaș la West Ham în Premier League. Pe plan internațional, are prezențe la națională pentru Brazilia U17 și Italia.